# Basket-ball aux Jeux africains de 1965
Navigation
Édition suivante
Le tournoi de basket-ball aux Jeux africains de 1965 a réuni 8 équipes chez les hommes et 6 chez les femmes.

## Hommes

### Qualifications
Des éliminatoires ont lieu avant les Jeux.
Le 28 février 1965 à Tunis, la Tunisie bat l'Algérie 53-52. Au retour à Alger le 8 mars 1965, l'Algérie bat la Tunisie 68-51. L'Algérie se qualifie donc pour les Jeux.

### Composition des équipes
- Algérie : Belkhder, Houbi, Benmessaoud (1), Benmessaoud (2), Chettab Bachir, Cherif Attalah, Mehani, Benmesbah, Oubouzar, Abdelkader Soudani. Sélectionneurs : T. Abdelhadi et Christophe[2].
- République du Congo : Lucien Ibata
- Sénégal : Ousmane Ndiaye, Nyada, Moussa Narou N'Diaye, Bouba Ndiaye, Jacques Fowler, Boubacar Gueye, Claude Constantino, Konaté[3],[4]

### Phase de poules

#### Poule A
| Rang | Équipe                       | Victoires | Défaites | Points |
| ---- | ---------------------------- | --------- | -------- | ------ |
| 1    | Sénégal                      | 3         | 0        | 6      |
| 2    | 🇬🇳Guinée                     | 2         | 1        |        |
| 3    | République du Congo          | 2         | 1        | 5      |
| 4    | République du Congo-Kinshasa | 0         | 3        | 3      |

- 16 juillet :  Sénégal bat  République du Congo
- 17 juillet :  République du Congo 60-37  République du Congo-Kinshasa
- 18 juillet :  Guinée 44-55  Sénégal
- 19 juillet :  Guinée 56-41  République du Congo-Kinshasa
- 20 juillet :  Sénégal 58-32  République du Congo-Kinshasa
- 21 juillet :  Guinée 50-35  République du Congo

#### Poule B
| Rang | Équipe                | Victoires | Défaites | Points |
| ---- | --------------------- | --------- | -------- | ------ |
| 1    | République arabe unie | 3         | 0        | 6      |
| 2    | Algérie               | 2         | 1        | 5      |
| 3    | Madagascar            | 1         | 2        | 4      |
| 4    | Haute-Volta           | 0         | 3        | 3      |

- 16 juillet :  République arabe unie 67-37  Algérie
- 17 juillet :  Haute-Volta bat  Madagascar
- 18 juillet :  Algérie 68-53  Madagascar[1]
- 19 juillet :  République arabe unie bat  Haute-Volta
- 20 juillet :  République arabe unie bat  Madagascar
- 21 juillet :  Algérie 62-43  Haute-Volta[1]

### Phase finale
|  | Demi-finales            | Demi-finales            | Demi-finales | Demi-finales |                               |         | Finale | Finale | Finale | Finale |
|  |                         |                         |              |              |                               |         |        |        |        |        |
|  |                         |                         |              |              |                               |         |        |        |        |        |
|  | Sénégal                 | Sénégal                 | 61           | 61           |                               |         |        |        |        |        |
|  | Sénégal                 | Sénégal                 | 61           | 61           |                               |         |        |        |        |        |
|  | Algérie                 | Algérie                 | 36           | 36           |                               |         |        |        |        |        |
|  | Algérie                 | Algérie                 | 36           | 36           | Sénégal                       | Sénégal | 49     | 49     |        |        |
|  |                         |                         |              |              | Sénégal                       | Sénégal | 49     | 49     |        |        |
|  |                         |                         | 🇬🇳Guinée     | 🇬🇳Guinée     | 52                            | 52      |        |        |        |        |
|  | 🇬🇳Guinée                | 🇬🇳Guinée                | 🇬🇳Guinée     | 🇬🇳Guinée     | 52                            | 52      | 68     | 68     |        |        |
|  | 🇬🇳Guinée                | 🇬🇳Guinée                |              |              |                               |         |        | 68     |        |        |
|  | 🇸🇾république arabe unie | 🇸🇾république arabe unie | 52           | 52           |                               |         |        |        |        |        |
|  | 🇸🇾république arabe unie | 🇸🇾république arabe unie | 52           | 52           | Match pour la troisième place |         |        |        |        |        |
|  |                         |                         |              |              |                               |         |        |        |        |        |
|  |                         |                         |              |              |                               |         |        |        |        |        |
|  | Algérie                 | Algérie                 | 39           | 39           |                               |         |        |        |        |        |
|  | Algérie                 | Algérie                 | 39           | 39           |                               |         |        |        |        |        |
|  | 🇸🇾république arabe unie | 🇸🇾république arabe unie | 50           | 50           |                               |         |        |        |        |        |
|  | 🇸🇾république arabe unie | 🇸🇾république arabe unie | 50           | 50           |                               |         |        |        |        |        |

### Classement final
| Place              | Équipe                       |
| ------------------ | ---------------------------- |
| Médaille d'or      | 🇬🇳Guinée                     |
| Médaille d'argent  | Sénégal                      |
| Médaille de bronze | 🇸🇾République arabe unie      |
| 4                  | Algérie                      |
| 5                  | 🇨🇬République du congo        |
| 6                  | Haute-Volta                  |
| 7                  | République du Congo-Kinshasa |
| 8                  | Madagascar                   |

## Femmes
6 équipes ont pris part à ce tournoi.

### Phase de poules

#### Poule A
| Rang | Équipe        | Victoires | Défaites | Points |
| ---- | ------------- | --------- | -------- | ------ |
| 1    | Madagascar    | 2         | 0        | 4      |
| 2    | Sénégal       | 1         | 1        | 3      |
| 3    | Côte d'Ivoire | 0         | 2        | 2      |

- ? juillet :  Madagascar bat  Côte d'Ivoire
- 20 juillet :  Sénégal 35-10  Côte d'Ivoire
- 21 juillet :  Madagascar 28-25  Sénégal

#### Poule B
| Rang | Équipe                    | Victoires | Défaites | Points |
| ---- | ------------------------- | --------- | -------- | ------ |
| 1    | République arabe unie     | 2         | 0        | 4      |
| 2    | République centrafricaine | 1         | 1        | 3      |
| 3    | Haute-Volta               | 0         | 2        | 2      |

- 19 juillet :  République arabe unie 68-24  Haute-Volta
- ? juillet :  République arabe unie bat  République centrafricaine
- ? juillet :  Centrafrique bat  Haute-Volta

### Phase finale
|  | Demi-finales                  | Demi-finales | Demi-finales | Demi-finales |    |    | Finale | Finale | Finale | Finale |
|  |                               |              |              |              |    |    |        |        |        |        |
|  |                               |              |              |              |    |    |        |        |        |        |
|  | Sénégal                       |              |              |              |    |    |        |        |        |        |
|  |                               |              |              |              |    |    |        |        |        |        |
|  | Centrafrique                  |              |              |              |    |    |        |        |        |        |
|  | Sénégal                       | Sénégal      | 37           | 37           |    |    |        |        |        |        |
|  | Sénégal                       | Sénégal      | 37           | 37           |    |    |        |        |        |        |
|  |                               |              | Madagascar   | Madagascar   | 31 | 31 |        |        |        |        |
|  | Madagascar                    |              | Madagascar   | Madagascar   | 31 | 31 |        |        |        |        |
|  |                               |              |              |              |    |    |        |        |        |        |
|  | République arabe unie         |              |              |              |    |    |        |        |        |        |
|  | Match pour la troisième place |              |              |              |    |    |        |        |        |        |
|  |                               |              |              |              |    |    |        |        |        |        |
|  |                               |              |              |              |    |    |        |        |        |        |
|  | Centrafrique                  |              |              |              |    |    |        |        |        |        |
|  |                               |              |              |              |    |    |        |        |        |        |
|  | République arabe unie         |              |              |              |    |    |        |        |        |        |
|  |                               |              |              |              |    |    |        |        |        |        |

### Classement final
| Place              | Équipe                    |
| ------------------ | ------------------------- |
| Médaille d'or      | Sénégal                   |
| Médaille d'argent  | Madagascar                |
| Médaille de bronze | République arabe unie     |
| 4                  | République centrafricaine |
| 5                  | Haute-Volta               |
| 6                  | Côte d'Ivoire             |

## Source
- Couverture des Jeux pendant leur déroulement par le journal La Presse de Tunisie.
- (en) Men Basketball I Africa Games 1965 Brazzaville (CGO) 16-24.07 - Winner Egypt
- (en) Women Basketball I Africa Games 1965 Brazzaville (CGO) - Winner Senegal